# Петровський провулок (Москва)
Петровський провулок (у XVIII—XIX століттях — Хлібний провулок, Богословський провулок, 1946—1993 — вулиця Москвіна) — провулок у Центральному адміністративному окрузі міста Москви. Проходить від Великої Дмитрівки до Петрівки. Нумерація будинків ведеться від Дмитрівки.

## Походження назви
Отримав назву в 1922 році від прилеглої вулиці Петрівки або від Високо-Петровського монастиря, що знаходився по сусідству. Раніше провулок носив назви: Хлібний провулок (XVIII століття), Богословський провулок (XIX століття), від відомої в цій місцевості з початку XVII століття церкви Святителя Георгія Богослова (знесена у 1931 році). У 1946 році провулок перейменували у вулицю Москвіна на честь артиста І. М. Москвіна. У 1994 році провулку було повернуто колишню назву.

## Примітні будівлі та споруди

### По непарній стороні
- № 1/30 — за цією адресою, на місці скверу біля будинку № 1, знаходилася Церква Григорія Богослова — будівля 1-ї чверті XVII століття. У 1878—1880 роках при старій дзвіниці був збудований новий храм (архітектор Й. С. Камінський). Закритий в 1929 році, знесений в 1931-му[2].

- № 1/30 буд. 1 — прибутковий будинок храму Святого Григорія Богослова (1914, архітектор П. В. Покровський).
- № 1/30 буд. 2 — будинок причта храму Святого Григорія Богослова.

- № 3 — Театр Корша (1885, архітектор М. М. Чичагов), нині — Державний театр націй.
- № 5 — прибутковий будинок О. О. Бахрушина (1896, архітектор О. Л. Обер). Тут у різні роки жили і працювали поети С. О. Єсенін і А. Б. Марієнгоф, артисти М. І. Бабанова і Д. М. Орлов, піаніст К. М. Ігумнов[3], актор О. І. Зражевський[4].
- № 5, буд. 10 — У рамках громадянської ініціативи «Остання адреса» на будинку встановлена меморіальна табличка в пам'ять про мешканця цього будинку лікаря Самуїла Аркадійовича Тайце, який помер в ув'язненні наКолимі під час сталінських репресій[5]. За даними правозахисного товариства «Меморіал», у роки терору були розстріляні 5 мешканців цього будинку[6]. Число загиблих у таборах ГУЛАГу не встановлено.

### По парній стороні
- № 6 — Будинок Трубецьких. У XVII столітті на цьому місці були зведені кам'яні палати, які були перебудовані в XVIII—XIX століттях[1], що можливо належали патріарху Адріану або сім'ї Наришкіних. З 1738 року ділянкою володіли князі Трубецькі, у 1816 році в якості приданого його отримав архітектор Й. І. Бове[7]. Тут розташовувалися художньо-виробничі майстерні Большого театру (виселені внаслідок ремонту будівлі).
- № 8 — особняк Н. А. Терентьєва (1900—1902, архітектор І. О. Іванов-Шиц). У 1930-х роках був надбудований двома поверхами, що спотворило первинний художній образ будівлі[8]).

## Провулок у творах літератури та мистецтва
- У книзі «Москва і москвичі» Володимира Гіляровського